# Доколониальный Бруней
До начала европейской колониальной экспансии султанат Бруней носил статус империи.

## Предпосылки
Остров Калимантан находился на периферии малайско-индонезийского мира. Изначально он был заселён австронезийскими племенами, позднее на северном Калимантане появились малайцы, создавшие первые княжества. Общественный строй этих государственных образований был сходен с их аналогами на Малаккском полуострове, с той разницей, что здесь влияние побережья на глубинные районы острова, заселённые превосходящими малайцев по численности племенами, проявлялось гораздо слабее. В китайской хронике «Тайпин хуаньюйцзи» (太平環宇記), составленной в 978 году, упоминается о существовании дипломатических отношений Китая с княжеством Бони (渤泥), которое, скорее всего, является современным Брунеем.

## Образование султаната Бруней
В начале XV века в Бруней проник ислам. Правители Брунея разорвали формальные узы, связывавшие их с индуистским Маджапахитом, и стали ориентироваться на Малакку, торговля с которой приносила Брунею значительные выгоды. В начале XVI века власть султанов Брунея простиралась на всё северное побережье Калимантана. В Сараваке правили родственники султана, признававшие вассальную зависимость от Брунея.

## Попытки европейской колонизации
В июле 1521 года в гавань Брунея зашли два уцелевших корабля экспедиции Магеллана. Один из участников экспедиции — итальянец Антонио Пигафетта — оставил описание Брунея, находившегося в зените могущества: это был крупный город с населением более 100 тысяч человек, во дворце были залы с шёлковыми занавесями, золотой и фарфоровой посудой, серебряными канделябрами. Власть султана Булкиаха признавал весь север Калимантана и юг Филиппин, он поддерживал торговые и дипломатические отношения со многими мусульманскими государствами Архипелага и с Китаем. В результате весь остров Калимантан стал известен европейцам как «Борнео» (искажённое «Бруней»). В 1526 году в Бруней прибыл португальский мореплаватель Жоржи ди Менезиш, который заключил торговый договор с султаном; в соответствии с этим договором Бруней поставлял в португальскую Малакку перец, сушёную рыбу и рис, а взамен ввозил оружие и ткани.
В 1578 году в борьбу за престолонаследие в Брунее вмешались испанцы, которым были нужны союзники для борьбы с султанатом Сулу. Пришедший к власти с испанской помощью султан не выполнил своих обещаний, и отбил испанскую экспедицию на северный Калимантан в 1580 году.
Политика торговой монополии, которую проводили на Архипелаге португальцы и голландцы, привела к свёртыванию торговых связей Брунея и уменьшению его значимости как торгового порта. Потеряв доходы от торговли, султан Брунея стал брать под покровительство пиратов, получая за это долю от добычи. Собственная торговля Брунея резко сократилась; в частности, была окончательно подорвана торговля с Китаем. Развитие пиратства привело к усилению раздробленности Брунея, так как местные владетели, опираясь на пиратские флотилии, чувствовали себя почти независимыми. Такая ситуация продолжалась до начала XIX века, когда после основания Сингапура и роста торговли европейцев с Китаем в борьбу с пиратством в Южно-Китайском море вмешались англичане.